# Günther Heidemann
Günther Heidemann (* 21. Oktober 1932 in Berlin; † 15. März 2010 ebenda) war ein deutscher Boxer. Er war Gewinner einer Bronzemedaille bei den Olympischen Spielen 1952 in Helsinki im Weltergewicht. Dafür verlieh ihm der Bundespräsident am 1. August 1952 das Silberne Lorbeerblatt.

## Werdegang
Günther Heidemann begann als Jugendlicher bei den Neuköllner Sportfreunden, einem Berliner Sportverein mit einer starken Boxabteilung, der u. a. auch Harry Kurschat und später Oktay Urkal angehörten, mit dem Boxen. Im Jahre 1950 wurde er mit 18 Jahren erstmals Berliner Meister im Leichtgewicht. Diesen Titel gewann er auch in den Jahren 1951, 1952, 1954 und 1955 in den Gewichtsklassen Halbweltergewicht und Weltergewicht.
1951 wurde Günther Heidemann deutscher Vizemeister im Halbweltergewicht. Er unterlag im Endkampf dem Europameister Herbert Schilling aus Zeilsheim. 1952 gewann er dann seinen ersten deutschen Meistertitel. Er besiegte im Finale den Neckarsulmer Heinrich Rienhardt klar nach Punkten. In einer zusätzlichen Olympiaqualifikation besiegte er dann Rienhardt noch einmal nach Punkten und hatte sich damit die Fahrkarte für die Olympischen Spiele in Helsinki erkämpft. 
Bei den Olympischen Spielen siegte Günther Heidemann im Weltergewicht in der Vorrunde mit 2:1 Richterstimmen über Pál Budai aus Ungarn, besiegte im Achtelfinale Nicolae Linca aus Rumänien durch K. o. in der 1. Runde und bezwang im Viertelfinale den Niederländer Nicolaas Linneman einstimmig nach Punkten. Im Halbfinale musste er von dem deutschstämmigen Polen Zygmunt Chychła eine knappe 2:1 Punktniederlage hinnehmen. Chychła gewann im nächsten Kampf durch einen Sieg über den sowjetischen Sportler Sergej Tscherbakow die Goldmedaille. Für Günther Heidemann war der Gewinn der Bronzemedaille ebenfalls ein großer Erfolg.
1953 startete Günther Heidemann auch bei der Europameisterschaft in Warschau. Im Weltergewicht siegte er im Achtelfinale über Döri, Ungarn nach Punkten, verlor aber im Viertelfinale erneut gegen Zygmunt Chychła und blieb deswegen ohne Medaille.
Bei den deutschen Meisterschaften der Jahre 1953 und 1954 war Günther Heidemann nicht am Start. 1955 wurde er im Weltergewicht zum zweiten Male deutscher Meister. Er siegte dabei im Halbfinale über Fimpel aus Kempten (Allgäu) und im Finale gegen Manfred Hass aus Misburg. Die Europameisterschaft fand 1955 in Berlin statt. Günther Heidemann hatte sich in seiner Heimatstadt natürlich viel vorgenommen und gewann seinen ersten Kampf gegen Josef Kaczorowski aus der DDR, der sich als sehr starker Gegner erwies, knapp nach Punkten. Im nächsten Kampf traf er auf den Engländer Nicholas Gargano, der als unbeschriebenes Blatt galt. Umso überraschender kam für Günther Heidemann dann die Punktniederlage gegen Gargano und damit das Ausscheiden aus dem Turnier ohne Medaillengewinn. Gargano wurde später auch Europameister.
Günther Heidemann bestritt folgende Länderkämpfe:
- 27. April 1952 in Dortmund, BRD gegen Iran, Aufgabesieger in der 2. Runde über Isabek,
- 01. Mai 1953 in Essen, BRD gegen Spanien, Punktsieger über Soler,
- 28. August 1953 in Wiesbaden, BRD gegen Italien, Punktsieger über Sacomini,
- 26. September 1953 in Frankfurt am Main, BRD gegen England, techn. KO-Sieger 2. über Thurgood,
- 11. Oktober 1953 in Belgrad, Jugoslawien gegen BRD, Punktniederlage gegen Keler,
- 05. Dezember 1953 in Würzburg, BRD gegen Finnland, Punktsieger über Malmikoski,
- 28. April 1954 in Mailand, Italien gegen BRD, Punktsieger über Bolanto,
- 28. September 1954 in Karlsruhe, BRD gegen Jugoslawien, Punktsieger über Nikolic,
- 24. April 1955 in Saint-Nazaire, Frankreich gegen BRD, Punktniederlage gegen Hippolyte Annex

Bereits 1956 beendete Günther Heidemann, der Maurer von Beruf war, seine Boxerlaufbahn. Profiboxer ist er nie geworden. Er stellte sich seinem Verein, den Neuköllner Sportfreunden, aber für viele Jahre als Trainer zur Verfügung.